# One Voice儿童合唱团
One Voice儿童合唱团是一支位于犹他州的美国儿童合唱团。
该儿童合唱团由福田真史于2001年创立，此前福田真史为2002年冬季奥林匹克运动会创作了歌曲“It Just Takes Love”。福田真史還和一群学生共同制作奥运会纪念CD。奥运会结束后，25名学生希望能和福田真史继续一起唱歌，福田真史於是創辦了儿童合唱团。
One Voice儿童合唱团共有180名5歲至18岁之间的兒童和青少年成員。合唱团每年演出约50至70场。